# 格罗塔罗萨圣母无染原罪堂

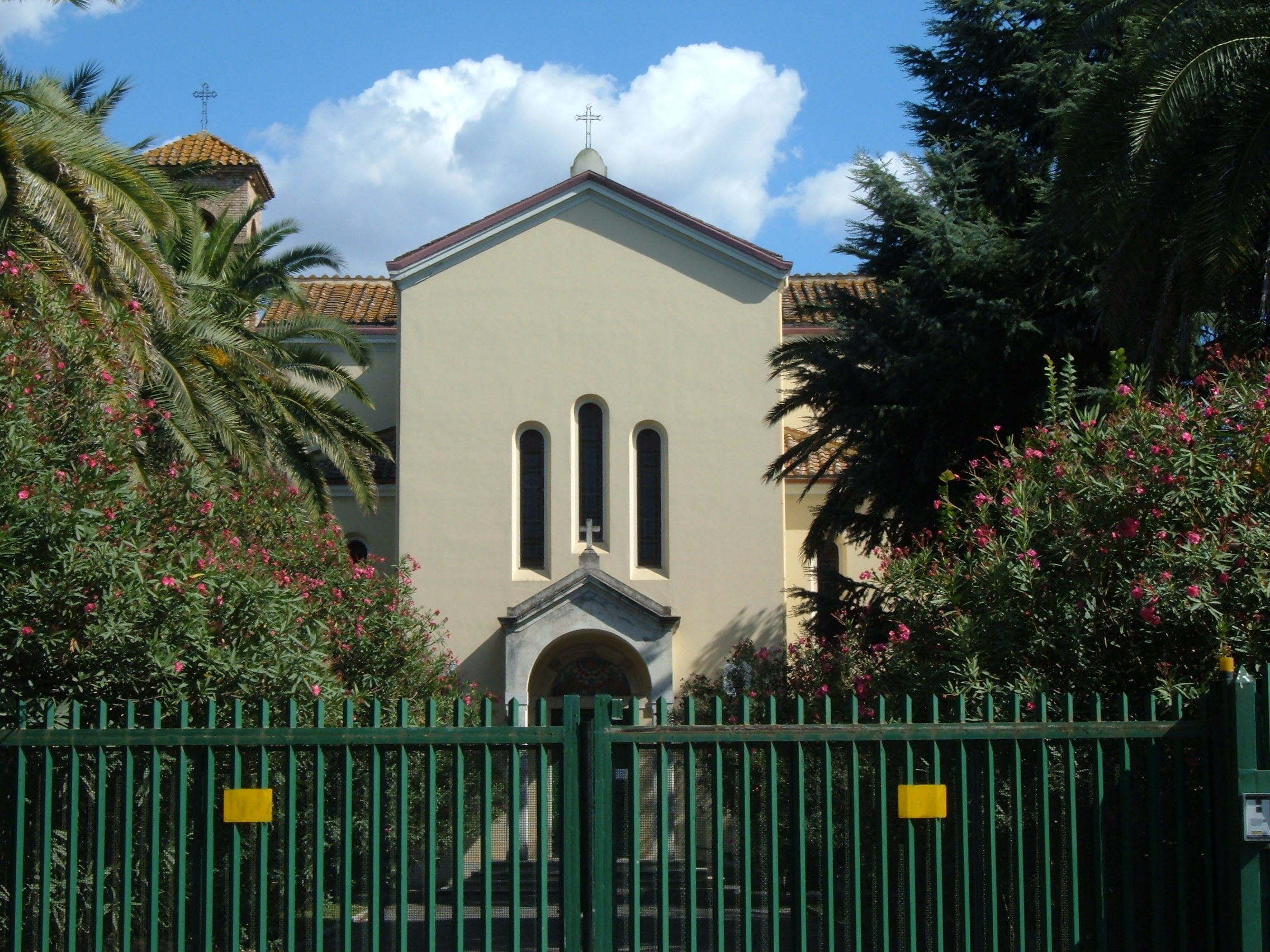

格罗塔罗萨圣母无染原罪堂（Santa Maria Immacolata a Grottarossa）是一座罗马天主教教堂，位于罗马格罗塔罗萨区的弗拉米尼亚路。

## 历史
该堂由埃托雷·莫利纳里奥建于1935年，以满足当时格罗塔罗萨村农场工人的精神需求。它沿着弗拉米尼亚路。在312年，在此发生君士坦丁大帝与马克森提乌斯之间的米尔维安大桥战役。1986年11月2日若望保禄二世访问该堂，郑重地为新的圣母无染原罪像加冕。
1937年6月4日创建堂区。1985年5月3日由若望保禄二世封为领衔堂区。